# Orde van de Kroon van Johor

Lint

De zeer Eerbare Orde van de Kroon van Johor (Maleis: "Seri Paduka Mahkota Johor") werd op 31 juli 1886 door Sultan Abu Bakar van Johor ingesteld. De Orde heeft naar Engels voorbeeld drie graden:
- Ridder-Grootcommandeur, "Seri Paduka Mahkota Johor Yang Amat Mulia" of "Knight Grand Commander

in the Most Honourable Order of the Crown of Johore" geheten. De onderscheiding geeft recht op de adellijke titel Datuk en het voeren van de letters SPMJ achter de naam.
- Ridder-Commandeur, "Dato' Paduka Mahkota Johor" of "Knight Commander in the Order of the Crown of Johor" geheten. De onderscheiding geeft recht op de adellijke titel Datuk en het voeren van de letters DPMJ achter de naam.

en 
- lid ("Companion") in het Maleis "Setia Mahkota Johor" of "Companion in the Order of the Crown of Johor" geheten.De onderscheiding geeft recht op het voeren van de letters SMJ achter de naam.

Het lint van de Orde is geel met een blauwe middenstreep.